# 程子四箴
程子四箴即宋代大儒程颐所撰视、听、言、动四箴。明世宗推崇理学，亲自注解，颁行天下学校。嘉靖九年（1530年），岳麓书院得御制四箴及世宗亲撰的“敬一箴”，特建“敬一箴”亭保存。四箴碑现藏四箴亭内，其中《视箴碑》残缺严重，箴文全缺。碑分四块，每碑高46厘米，宽108厘米，字体正楷，碑四周雕有龙纹。兹录碑文于下。视箴原文据《二程集》补录，注文残缺，不录。

## 程子视箴
程子视箴
心兮本虚，应物无迹；
操之有要，视为之则。
蔽交于前，其中则迁；
制之于外，以安其内。

克己复礼，久而诚矣。
白话译文：
一个人的心原本是清净虚空的，顺应事物的变化而不留痕迹；
守住本心的要领，就是以看为原则。
如果一开始就看不清楚的话，内心就要迁移，本心就会受蒙蔽。
不合礼的不要看，将其遏制于心外，以使心境得到安宁。
约束克制自己再履行礼数，久而久之心志就能够专一了。

## 程子听箴
程子听箴
人有秉彝，本乎天性；
知诱物化，遂亡其正。
卓彼先觉，知止有定；

闲邪存诚，非礼勿听。
碑刻注释：
此程氏言听之要说，道视听乃为出言之机，或有差，患必至矣。前言视之之道，此言听之之道。夫人之于视，或能察之，然又恐听之未善也。目视之能善，耳听者须尽其善可也。耳目之间，视听之际，均为要为。若听之不审，则无以知其是非，故听言之际，当分别其邪正，勿使其佞之言从入其心。心既受之，必为诱惑。《书》云：听德惟聪。即此意也。盖人生之于天，具耳目口鼻之体。口之与鼻，无所禁者，乃彼知之自然也；耳目之于视听，乃彼之不能先觉者也。如口之嗜味，知其甘辛酸苦，尝之自能别也；鼻之臭（嗅）物，知其好恶，嗅之自能择也。目之于色，则爱其艳丽；耳之于声，则爱其音律。殊不知艳丽音律，皆人为之也，所以反复其害。口鼻之觉，故贤之于耳目也。故程氏箴云：卓彼先觉，知止有定。谓既能卓然先觉，则自有定向。而人君之听尤当审辨之也。《书》云：无稽之言勿听。又云：庶顽谗说，震惊朕师。此皆听德之要也。人君于听纳之间，当辨其忠谗而已。忠言逆耳，近于违我；谗言耳信，近于逊我。不能审择，其患岂浅浅哉？但使吾心泰定，不为诌佞之徒以惑，则听纳者未必不可，所屏者未必不当，惟吾心审断之而已。鸣呼审之。
白话译文：
人有美好的禀性，本来就是天生具备的。
知觉（或心）受到外物的诱惑，就会失去其正见。
卓然而事先能够察觉，就知道应该在哪里停止而有定向。
抵御抛弃邪念而保持心志专一，不合礼法的无稽之言不要听。

## 程子言箴
程子言箴
人心之动，因言以宣；
發禁躁妄，内斯静专。
矧是枢机，兴戎出好；
吉凶荣辱，惟其所召。
伤易则诞，伤烦则支；
已肆物忤，出悖来违。

非法不道，钦哉训辞！
碑刻注释：
枢机者譬户之轴、弩之牙也。戎是兵戎，好是喜好。程子之意，说凡人所言，必谨其妄出轻发，如弩之发矢，度而思之，务求其中焉。言易则至于狂诞，言烦不免于支离。非圣贤之法言不敢道之于口，所以告来世之君子也。朕因而论之□：凡人所言，必求其合诸道理，准诸经传，然后可以为言也，夫言以文身也。《书》云：惟口起羞。《大學》云：言悖而出者，亦悖而□ 。《孝经》云：非先王之法言不敢道。斯之谓也。人之于言，必加谨焉，而人君之言，尤当谨之。先儒云：王言如丝，其出如纶：王言如纶，其出如綍 。人君之发号施令皆言也，令出之善则四海从焉；一或不善则四海违焉。故凡出一言，发一令，皆当合于大理之公。因诸人情之所向背，若或徒用己之聪明，恃其尊大，肆意信口，不论事理之得失，民情之好恶，小则遗当时之患，大则致千百年之祸，可不戒畏之哉？程子之作箴，其用心也至矣，鸣呼谨之。
白话译文：
人心的动摇是从语言开始的；
平息躁动和妄念，内心就可以专注和宁静。
说话是关键，一句话没说好，就会引起战争。语言能够引起战争，也能带来和平；
吉凶荣辱，往往是从一个人的说话所招致。
说话过于简单，就显得很荒诞，别人听不懂你在说什么；说得过于繁杂，又显得支离破碎，使别人半天不得要领。
说话太放肆多半与事理相违背。说出一些违背天道的话，应对你的往往也是一些违背天道的话。即发出什么，就得到什么。
不符合天道，不符合礼的话，就不要去说。这是训教之言啊。

## 程子动箴
程子动箴
哲人知几，诚之于思；
志士励行，守之于为。
顺理则裕，从欲惟危；
造次克念，战兢自持；

习与性成，圣贤同归。
白话译文：
哲人都知道那些很玄妙的、很精妙的、很精深的道理，因为他们有缜密的、深刻的思考；
有志之士激励自己的行为、磨砺自己的品行，以守为原则。
顺理而做，就会从容而宽裕。如果依从私欲，就会使自己面临危险；
造次必于是，颠沛必于是，在颠沛流离之际，都能保持一份善念，做每一件事情的时候，都能把持住自己，能够战战兢兢，如临深渊、如履薄冰；
习惯和性情慢慢养成了良好的品性。习惯成自然，就可以步入圣贤的境界了。

## 引用
1. 1 2 3  《岳麓书院》 江堤、彭爱学编著